# Bitritto
Bitritto är en ort och kommun i storstadsregionen Bari, innan 2015 provinsen Bari, i regionen Apulien i Italien. Kommunen hade 11 277 invånare (2017).